# Сімат-де-ла-Вальдігна
Сімат-де-ла-Вальдігна, Сімат-де-Вальдігна (валенс. Simat de la Valldigna (офіційна назва), ісп. Simat de Valldigna) — муніципалітет в Іспанії, у складі автономної спільноти Валенсія, у провінції Валенсія. Населення — 3722 особи (2010).

## Географія
Муніципалітет розташований на відстані близько 330 км на південний схід від Мадрида, 48 км на південь від Валенсії.
На території муніципалітету розташовані такі населені пункти: (дані про населення за 2010 рік)
- Пла-де-Корралс: 160 осіб
- Сімат-де-ла-Вальдігна: 3562 особи

## Демографія
Динаміка населення (INE ):

## Галерея зображень

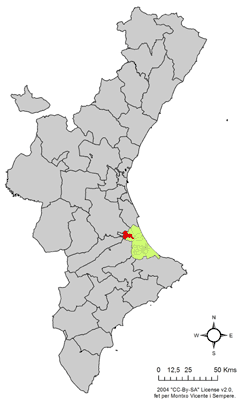
Розташування муніципалітету Сімат-де-ла-Вальдігна у автономній спільноті Валенсія
- Розташування муніципалітету Сімат-де-ла-Вальдігна у комарці Сафор
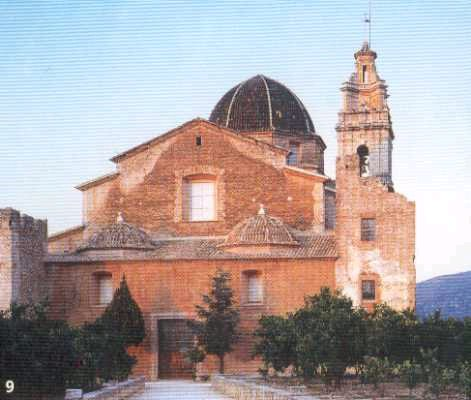
Монастир Санта-Марія-де-Вальдігна